# Sergio Tofano
Sergio Tofano, conocido con el seudónimo de Sto (Roma 20 de agosto de 1886- 28 de octubre de 1973) fue un actor, director y dibujante de historietas italiano.

## Trayectoria
Estudiante de letras en la Universidad de Roma, se inició en el mundo del escenario en 1909 al ingresar en la compañía de Ermete Novelli.
Humorismo, sátira y bufonería son los elementos principales que constituyen la personalidad de Tofano, uno de los más versátiles e inteligentes actores y del teatro y cine italiano. Su actividad no se limitó a la escena (también como director) siendo autor de numerosas publicaciones infantiles. Es el padre del personaje de historietas Il Signor Bonaventura, nacido en los años veinte en las páginas del semanario Corriere dei piccoli.
- Datos: Q982381
- Multimedia: Sergio Tofano / Q982381